# Minta Kasih
Minta Kasih is een bestuurslaag in het regentschap Langkat van de provincie Noord-Sumatra, Indonesië. Minta Kasih telt 1558 inwoners (volkstelling 2010).